# Лінивка-строкатка білошия
Лінивка-строкатка білошия (Notharchus hyperrhynchus) — вид дятлоподібних птахів родини лінивкових (Bucconidae).

## Поширення
Вид поширений у Південній та Центральній Америці. Природним середовищем існування є субтропічні та тропічні вологі низинні ліси.

## Опис
Птах завдовжки 25-26 см. Верх голови та широка лоральна смуга чорні; лоб, горло, потилиця і шия білі; грудний пояс чорний; живіт білий з чорними флангами; крила, хвіст і верхня частина чорні, з білими лусочками. Дзьоб масивний, чорного кольору. Райдужка темно-коричнева. Ноги чорнуваті.

## Спосіб життя
Харчується комахами та їхніми личинками, та іншими дрібними членистоногими. Самиця відкладає 2 або 3 яскраво-білих яйця в нору, викопану в яру або термітнику.

## Підвиди
- Notharchus hyperrhynchus hyperrhynchus (Sclater, PL, 1856) — основна частина ареалу.
- Notharchus hyperrhynchus cryptoleucus van Rossem, 1934 — тихоокеанська низовина Сальвадору і Нікарагуа.
- Notharchus hyperrhynchus paraensis Sassi, 1932 — південна частина басейну Амазонки в Бразилії.